# Трансъевропейский экспресс
«Трансъевропейский экспресс» (фр. Trans-Europ-Express) — фильм французского режиссёра Алена Роба-Грийе, снятый им по собственному сценарию, и вышедший на экраны в 1967 году.
В картине переплетены самые разные жанры — экспериментальный фильм, детектив, триллер, мистика, чёрная комедия и мелодрама с элементами эротики, бондажа, парадокса и розыгрыша. История как бы порождена кинематографистами, но развивается во многом независимо от них, позволяя им вносить в ход событий лишь частичные правки, и одновременно сочинять на основе этой истории собственный сценарий.
Главные актёры — Жан-Луи Трентиньян и Мари-Франс Пизье — выступают как в роли героев картины, так и в роли самих себя, порой незаметно переходя из одного качества в другое.

## Сюжет
Двое кинематографистов (в их ролях режиссёр Ален Роб-Грийе и продюсер Сами Холфон) вместе с секретаршей садятся в купе железнодорожного экспресса Париж-Антверпен, и начинают сочинять сюжет нового фильма. Они решают снять фильм о контрабанде наркотиков в поезде, но в их первой фантазии на эту тему наркокурьера с чемоданом тут же ловит полиция. Они начинают всё сначала.
Жан-Луи Трентиньян выходит из метро, покупает чемодан, покупает две упаковки сахарной пудры, кладёт их в чемодан. В вокзальном киоске покупает один журнал, другой ворует. Обменивается паролем, а затем чемоданами с незнакомцем, проходит в поезд, садится в купе к кинематографистам, листает журнал. Они на него пристально смотрят. Трентиньян выходит из купе, кинематографисты говорят, что это Трентиньян, решают назвать его Элиас и сделать главным героем своей картины. Кинематографисты на съёмочной площадке.
Трентиньян-Элиас садится в свободное купе, открывает чемодан, находит книгу, внутри который спрятан пистолет. Он берёт пистолет и прячет в карман. Листает журнал, рассматривая фотографии связанных женщин. В купе садится молодая женщина, строит ему глазки. Кинематографисты предполагают, что она является членом конкурирующей банды. Когда Элиас выходит, она роется в его чемодане. На остановке после пограничного контроля она хватает его чемодан и убегает по рельсам.
После обсуждения кинематографисты решают поменять развитие событий. Решают, что девушка ничего не крала, и её вообще не было. Думают отказаться от темы наркотиков и кражи чемодана и переключиться на бриллианты. В итоге они решают оставить наркотики, но отказаться от кражи.
Сюжет вновь развивается с момента прохождения пограничного контроля. Элиас без спутницы и с чемоданом спокойно доезжает до Антверпена, выходит в город, находит небольшую гостиницу, снимает номер. Смотрит карту, выходит в город. Пока его нет, служанка роется в его чемодане. За Элиасом кто-то следит (Кристиан Барбье).
Элиас останавливается у моста в квартале красных фонарей, достаёт белый шёлковый платок, к нему подходит мужчина, и после обмена паролем, назначает встречу и передаёт ему фотографию. К Элиасу тут же пристаёт проститутка (Мари-Франс Пизье), он приглашает её в бар, в шутку говорит, что он киллер. Элиас говорит, что ему интересно только изнасилование, она отвечает, что это будет стоить дороже. Они заходят в комнату, она снимает платье, ложится на кровать, Элиас жёстко её хватает и сдавливает ей горло. Потом говорит, что ему понравилось, как она сопротивлялась. Он называет себя Жаном, она себя Евой. Она говорит, что человек, с которым он разговаривал, это наркоторговец из банды, которая сдаёт курьеров полиции и советует быть осторожней, предлагает ему помощь в серьёзном деле. Он даёт ей денег и уходит, возвращается в свой отель, запирается в номере, рассматривает переданное фото с указанием места встречи.
Кинематографисты обсуждают сочинённый сюжет, смысл и назначение проверок, роль проститутки и горничной.
Утром Элиас идёт в порт, находит место на фотокарточке, ждёт, смотрит в установленную там наблюдательную трубу, видит место на другом берегу, идёт туда по подземному переходу. На другой стороне на стене хозяйственного блока он читает пароль, заходит в соседнее кафе, заказывает пиво, даёт слепому монету, в ответ получает фотографию церкви. Элиас идёт к церкви, изображённой на открытке. Там его встречает Франк (Шарль Мийо), говоря, что всё, что происходило до того, было проверкой. Франк говорит, что Элиас должен сменить гостиницу, забрать свои вещи, чемодан оставить в камере хранения на вокзале, а ключ отдать агенту в порту. Пистолетом нельзя пользоваться ни в коем случае, а зачем его дали, он скажет позже.
Элиас собирает свои вещи в свёрток, берёт чемодан и идёт на вокзал. Таможенники обыскивают его вещи, среди которых верёвка и цепь, но не находят ничего для себя интересного, их не интересует даже пистолет. На требование во всем сознаться Элиас говорит, что ничего не знает, его отпускают, он кладёт чемодан в ячейку и уходит. За ним следит все тот же человек.
Выходя с вокзала, Элиас встречает Еву, она приглашает его к себе. В комнате Элиас берёт верёвку и цепи, привязывает её к кровати и целует, затем рвёт платье и ожесточенно набрасывается на неё, она демонстрирует волнение и испуг, затем оба успокаиваются. Ева смотрит его вещи, находит книгу-футляр, говорит, что там мог бы быть пистолет. Ева говорит, что знает про Франка, и если его сдать полиции, то можно получить приличное вознаграждение. Элиас молчит, она умывается и уходит.
За Элиасом следит все тот же человек. Он идёт в порт, где в пустынном месте его окружает несколько человек чёрных очках и с пистолетами. Подходит Франк, которому он отдаёт ключ от шкафчика. Франк говорит, что всё, что происходило с Элиасом, было проверкой, в том числе обыск на вокзале, предложение Евы сдать Франка полиции, а также последняя акция, провоцировавшая Элиаса использовать пистолет, а все участвовавшие в них люди — его агенты.
Кинематографисты обсуждают детали происходящего — в частности, где вещи Элиаса — остались у Евы? Переехал ли он в другую гостиницу? Решают, что свёрток должен быть у него с собой, хотя это и неудобно.
Идя по порту, Элиас выбрасывает свёрток в воду. За ним по-прежнему следят. Элиас ждёт у разводного моста, недалеко останавливается человек, который за ним следит. Элиас подходит к нему, называет пароль, тот не реагирует. Разнервничавшийся Элиас говорит, что с него хватит проверок и выкладывает всё своё задание по транспортировке героина в Париж, думая, что перед ним очередной агент Франка.
Элиас встречает молодого парня Матье (Жерар Палабра), которого видел в кафе (он работает там официантом). Они ищут гостиницу, затем Матье приглашает его остановиться в своей квартире. Дома у Матье они разговаривают про комиксы, после чего Элиас ложится спать.
На вокзале Элиас берёт у Франка ключ. На вопрос Элиаса о слежке, Франк говорит, что никого не посылал за ним следить после встречи в порту. Элиас открывает ячейку, находит чемодан. За ним следят. Элиас садится на поезд. Думая, что его сейчас арестуют, он бегает по составу, прячась в разных купе.
Кинематографисты решают, что Элиас понял, что за ним следит полиция, он готов спрыгнуть с поезда или использовать пистолет.
Мелькают железнодорожные пути, кто-то бежит по вагону, кто-то стреляет… Элиас просыпается.
Кинематографисты обсуждают, арестовать ли Элиаса на границе, но решают, что не надо. Элиас прибывает в Париж, оставляет чемодан в ячейке, отправляет квитанцию и спокойно едет домой. Ему звонят и говорят, что его поездка была проверкой, теперь он повезёт настоящий товар по тому же маршруту.
Элиас опять на вокзале, повторяется картина с обменом чемоданами.
Кинематографисты задаются вопросом — почему Элиас не рассказал Франку о полицейском, которому разболтал о своём задании у моста? Испугался? Или из-за недовольства Франком в связи с его тестами?
Элиас покупает для Матье журналы с комиксами, которые обещал. Приехав в Антверпен, оставляет чемодан в условленном месте. За ним опять следит офицер полиции. Элиас идёт в город, берёт карту, стоит у церкви, но никого нет. К нему подсаживается старушка, называет пароль. Говорит идти в кафе напротив вокзала. Элиас сидит в кафе, через слепого опять получает фотографию, идёт к памятнику, получает листок, уходит. Полицейский продолжает за ним наблюдать.
На старом месте под мостом Элиас встречает Еву, идёт с ней в номер. Она выходит на две минуты, он видит в окно, что она встречается с полицейским. В записке сказано, что он должен прибыть на причал к пяти часам вечера. Возвращается Ева, раздевается, он её привязывает, целует, допрашивает, на кого она работает. Элиас говорит, что она работает не только на Франка, но и на полицию, только что она украла его ключ и передала офицеру полиции. Он её душит, она сознаётся, что офицер Лоренц принудил её к работе на полицию. Элиас продолжает душить, Ева умирает. Элиас выходит в город, приходит к дому Матье, прячется в его квартире. Появляется Матье, Элиас даёт ему комиксы. Матье разрешает ему остаться и уходит на работу.
Кинематографисты обсуждают, что Элиас уже отдал ключ от ячейки Франку, и потому Ева не могла его похитить и передать Лоренцу. Решают вторую сцену убрать.
В порту Франк говорит с Лоренцом, называют пароль. Лоренц видит мёртвую Еву, звонит в полицейское управление, просит немедленно приехать. Элиаса они потеряли. Лоренц звонит в газету и требует добавить новость. Франк находит в баре Матье, узнаёт его адрес, поручает наблюдать за его домом.
Элиас покупает газету в киоске, за ним следят. В газете читает сообщение, что проститутка задушена маньяком, под этой новостью размещена реклама кабаре Ева. Вечером Элиас заходит в кабаре, смотрит программу — сначала выступает певица, затем — обнажённая танцовщица в бандаже. В кабаре появляется Франк, там же находится Лоренц со своими людьми. К Элиасу подходит дама от Лоренца и ведёт его за кулисы, там его окружает полиция, а Франк стреляет в него и убивает.
Лоренц встречает трансъевропейский экспресс, на котором приехали кинематографисты. В газете они читают новость о двойном убийстве, говорят, что реальные истории всегда скучны и уходят. На вокзале Трентиньян и Пизье подбегают друг к другу и тепло обнимаются.

## В ролях
- Жан-Луи Трентиньян — Элиас
- Мари-Франс Пизье — Ева
- Кристиан Барбье — Лоренц
- Шарль Мийо — Франк
- Жерар Палабра — Матье
- Ален Роб-Грийе — Жан, режиссёр
- Сами Холфон — Марк